# Club Atlético Unión de San José
El Club Atlético Unión de San José, conocido como Unión, Unión de San José o Unión de Ciudad del Plata, es un equipo uruguayo de fútbol originario de Ciudad del Plata en el departamento de San José. Fue fundado el 26 de febrero de 2020. Sus colores son el azul y rojo, los colores de la bandera de San José.
El equipo fue específicamente fundado para participar dentro de la AUF, y tras la negativa por parte de esta entidad en 2020, finalmente logró ingresar en 2021 tras la creación de la Divisional D.

## Historia
El Club Atlético Unión de San José fue fundado en 2020 con el objetivo de ser el club representante de la zona de Ciudad del Plata y aledaños. Originalmente, Unión pretendió ingresar a la AUF en el año 2020 y se preparó para ello: ese año armó un plantel, llevó a cabo pretemporada e incluso organizó un cuadrangular amistoso en el Estadio de Campana de la Ciudad de Libertad, compitiendo contra equipos reconocidos de Primera División (Plaza Colonia, Rentistas y Fénix), pero finalmente no fue aceptado su ingreso a la Primera División Amateur.
Recién en 2021, gracias a la creación de una nueva Divisional D, al joven club se le abrieron las puertas para ingresar a competir en la Asociación Uruguaya de Fútbol. Participó solamente en la competición de ese año y el siguiente,para ser desafiliado en 2023 por documentación faltante.

## Palmarés
- No posee títulos.